# Ragna Rask-Nielsen
Ragna Marie Jenny Rask-Nielsen, de soltera Jensen (1900-1998), fue una bioquímica e investigadora médica danesa. Después de obtener un doctorado con una tesis sobre el desarrollo de tumores cancerígenos en ratones en 1948, llevó a cabo estudios de laboratorio sobre tumores productores de anticuerpos. En 1963, se publicó en la revista Nature su innovador trabajo sobre los virus que causan el linfoma canceroso. Cuando murió a la edad de 97 años, dejó su gran fortuna a una fundación de investigación.   

## Biografía
Nacida el 15 de septiembre de 1900 en Skive, Dinamarca, Jutlandia, Ragna Marie Jenny Jensen era hija del comerciante Emil Carl Jensen (1874-1948) y su esposa Anna, de soltera Hansen (1872-1929). En octubre de 1923 se casó con el médico especialista Hans Christian Rask-Nielsen (1896-1928). El matrimonio se disolvió en 1944. 
Hija única, fue criada en un hogar acomodado por padres que apoyaron sus aspiraciones educativas. Su padre era hermano del premio Nobel Johannes V. Jensen y de la activista por los derechos de las mujeres Thit Jensen . Después de graduarse de la escuela secundaria, comenzó a estudiar medicina en la Universidad de Copenhague en 1919, pero interrumpió sus estudios cuando se casó en 1923. Luego dedicó su atención a ayudar a su marido Hans Rask-Nielsen con su tesis de doctorado en medicina. A partir de entonces ella le ayudó con entusiasmo en sus experimentos con animales, aunque los resultados se publicaron sólo en su nombre. A pesar de estar molesta por el divorcio en 1944, Rask-Nielsen continuó sus estudios, especializándose en biología y graduándose en 1945. Se convirtió en asistente en el Instituto Biológico de la universidad, continuó sus experimentos y publicó los resultados con su propio nombre. Gracias al apoyo que recibió de su profesor, el nutricionista Richard Ege, que comprendió su potencial, obtuvo su doctorado en 1948 con una tesis titulada Sobre el desarrollo de tumores en diversos tejidos en ratones, tras la aplicación directa de un hidrocarburo cancerígeno.  
Rask-Nielsen continuó realizando investigaciones experimentales sobre leucemia en el departamento de biología de la universidad, concentrándose en tumores productores de anticuerpos. Desarrolló contactos internacionales y realizó viajes de estudios a Londres y Estados Unidos. En 1963, la revista Nature publicó una investigación que demostraba que fue la primera en demostrar la existencia de virus que causaban cáncer de ganglios linfáticos en experimentos con animales. En 1975, recibió reconocimiento mundial por su trabajo cuando apareció en la revista Cancer Research como una de las dos mujeres europeas que habían tenido mayor impacto en la investigación médico-biológica básica en el siglo XX. Ragna Rask-Nielsen murió en Copenhague el 19 de mayo de 1998.